# 国开证券
国开证券股份有限公司，是由国家开发银行直接控股的证券公司，是国家开发银行在收购原航空证券全部股权基础上增资更名而来。国开证券总部位于北京，在江苏、湖南、重庆、云南等省市设有23家分公司。
2003年12月29日，航空信托投资有限责任公司在其全部证券业务及相应债权债务的基础上，联合中国航空工业第二集团、成都飞机工业集团、中国航空工业第一集团、江西洪都航空工业集团、哈尔滨东安发动机集团5家股东共同设立了航空证券。2010年8月25日，航空证券正式更名国开证券。2013年6月28日，设立控股基金子公司国开泰富基金管理有限责任公司。2016年12月15日，国开证券引进中广核资本控股和湖北省交通投资集团两个战略投资者，注册资本达92.125亿元。2017年9月25日，国开证券正式变更为股份有限公司，注册资本95亿元，股份制改造顺利完成。2018年2月，国开证券向北京证监局递交上市辅导信息。2019年由于部分股票质押业务风险进一步暴露，相应增提减值准备，公司业绩出现4.66亿元净亏损，IPO进程遭暂停。2020年底，证监会因股票质押业务对国开证券出具了警示函；并称国开证券在开展股票质押业务时，未对单一融资客户做出审慎判断，未严格落实业务风险管控要求，存在业务决策流于形式、风险管理和内部控制不健全等问题。
2019年国开证券调整了战略定位，大规模缩减其零售业务，重点为机构客户提供经纪业务服务。同年9月29日，国开证券以3.7亿元在北京金融资产交易所挂牌转让所持国开泰富基金管理有限责任公司66.7%股权。其原在北京、上海、深圳、天津、河北等省市设有10家证券营业部；2021年10月15日日终清算完成后，其中9家证券营业部资产、客户及相关权益整体迁移合并转让给浙商证券，仅保留珠市口东大街一家营业部。